# AOK Leipzig
Die Allgemeine Ortskrankenkasse (AOK) Leipzig war eine 1887–1951 und 1990–1996 existierende Krankenkasse mit Sitz in Leipzig.

## Gründung der Ortskrankenkasse Leipzig

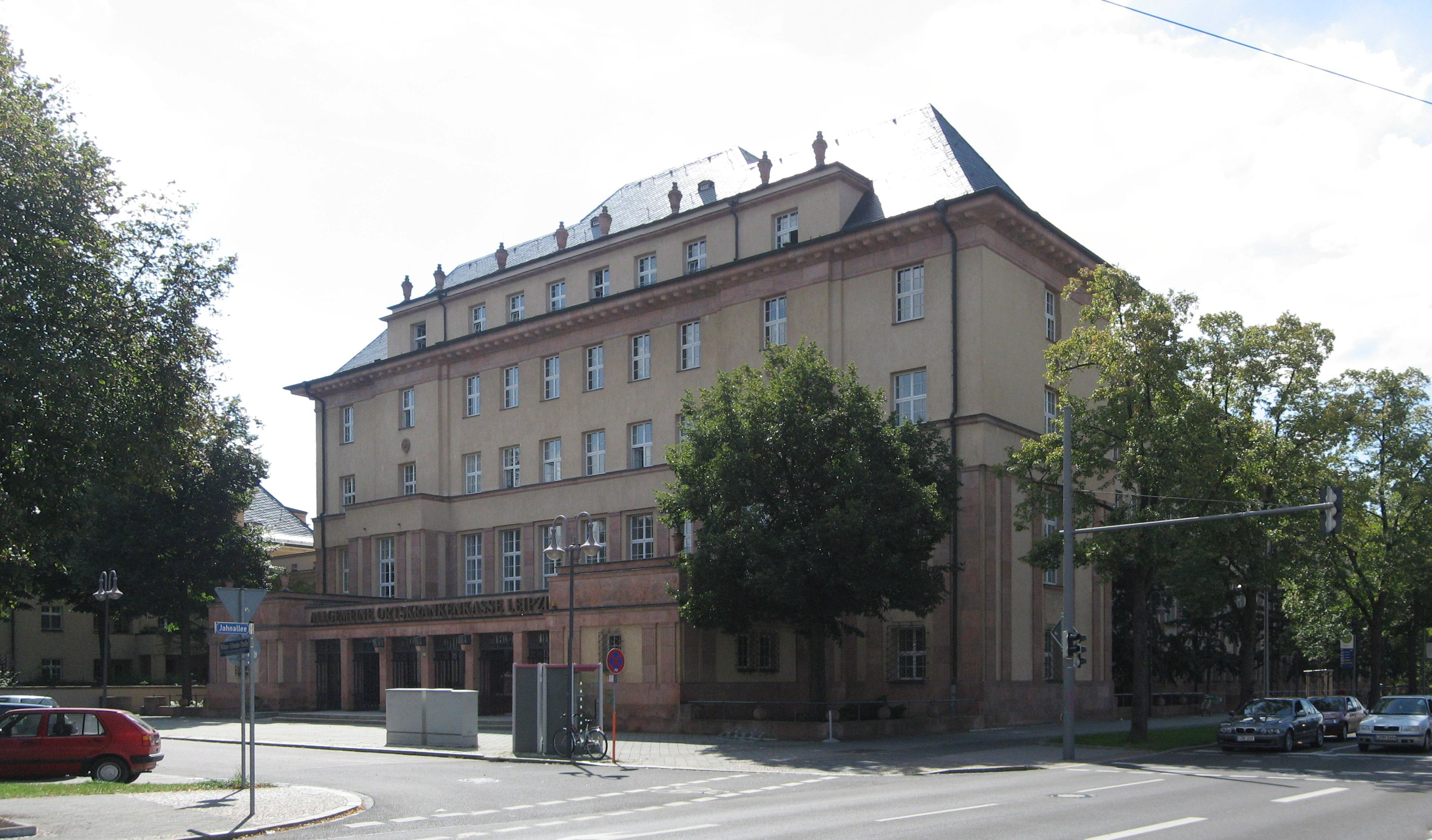
Haupteingang des AOK-Gebäudes von Otto Droge (links hinter Bäumen ist das sog. Beamtenwohnhaus zu erkennen)

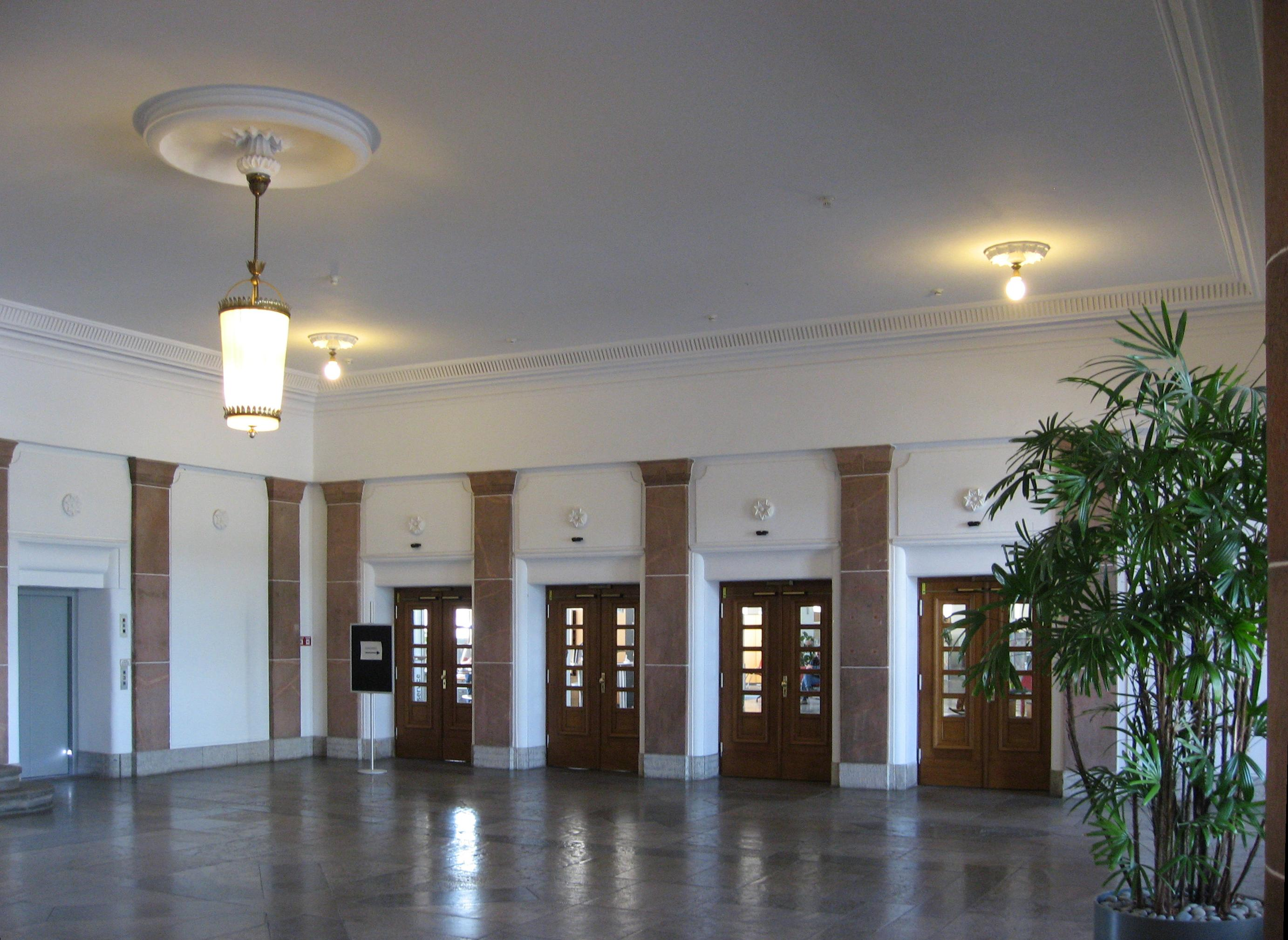
Blick ins Foyer des AOK-Gebäudes

Unmittelbar nach der Einführung der gesetzlichen Krankenversicherung der Arbeiter im Jahr 1884 wurden die gewerblich Beschäftigten in den verschiedenen Gewerben zwangsversichert. So richtete der Rat der Stadt Leipzig 18 verschiedene Ortskrankenkassen und eine Gemeindeversicherung mit insgesamt 20.000 Mitgliedern ein. Um diese Unüberschaubarkeit abzuschaffen, schlossen sich die Leipziger und die anderen deutschen Kassen zum Centralverband von Ortskrankenkassen im Deutschen Reich zusammen, der am 25. November 1884 in Leipzig gegründet wurde. In der Folge schlossen sich wiederum die im „Centralverband“ organisierten Leipziger Kassen am 1. Januar 1887 zur Gemeinsamen Ortskrankenkasse für Leipzig und Umgegend (später Allgemeine Ortskrankenkasse – AOK) zusammen. Ihr Sitz befand sich in der Weststraße 32 (heute Friedrich-Ebert-Straße) später 1890–1896 in der Alten Nikolaischule am Nikolaikirchhof.
Willmar Schwabe, Mitbegründer und Vorsitzender der AOK Leipzig von 1892 bis 1904, kaufte 1895 Grundstücke in der Gellertstraße 7–9 (heute Littstraße) und in der Querstraße 29 (Spamers Hof) zum Preis von 750.000 Mark, wohin die Verwaltung der AOK umzog. Diese Zuwendung und zwei weitere, die Dr. Willmar Schwabe’sche Heimstätten-Stiftung und das der AOK von Rolf Ramdohr geschenkte Zanderinstitut zur Rehabilitation der AOK-Mitglieder, machten die Leipziger Ortskrankenkasse finanziell unabhängiger. So konnte sich der Kassenausschuss 1920 zur Ausschreibung für ein neues AOK-Gebäude entschließen. In die Zeit von Schwabes Vorsitz fiel außerdem die Verlegung des „Centralverbandes“ von Leipzig nach Dresden im Jahr 1903, dieser wurde dann 1911 in Hauptverband deutscher Ortskrankenkassen e. V. und 1923 in Hauptverband deutscher Krankenkassen umbenannt.

## Bedeutung der AOK Leipzig für Deutschland
Die AOK Leipzig war bis zum Ersten Weltkrieg die mitgliederstärkste in Deutschland. Zudem hatte sie im Vergleich zu anderen deutschen Krankenkassen ein überdurchschnittlich hohes Leistungsangebot. 1928 besaß die AOK Leipzig 13 Polikliniken und hatte 613 Ärzte unter Vertrag. Leipzig galt als mustergültiges Beispiel bei der Ausgestaltung des Krankenversicherungsgesetzes und war Vorbild für den Aufbau von Ortskrankenkassen in anderen Großstädten wie etwa Frankfurt am Main oder Dresden. Reichsgesetzliche Regelungen waren schon oft vor ihrem Inkrafttreten in Leipzig Ortsgesetz geworden und somit Vorbild für die neuen Regelungen. In ausländischen Berichten und Büchern über das deutsche Sozialversicherungssystem wurde immer wieder am Beispiel von Leipzig die deutsche Entwicklung dargestellt.
Einzigartig war auch die AOK-eigene Dr. Willmar Schwabe’sche Heimstätten-Stiftung, mit der die Möglichkeit geschaffen wurde, dass sich AOK-Mitglieder erholen konnten. Vor allem die Errichtung von drei Genesungsheimen brachte der AOK Leipzig weit über Deutschland hinaus Anerkennung. Sie wurde mit zahlreichen Preisen bedacht:
- 1897: Silbermedaille der Sächsisch-Thüringischen Industrie- und Gewerbeausstellung zu Leipzig
- 1900: Goldmedaille der Gruppe Economie sociale der Weltausstellung in Paris
- 1900: Denkmünze des Reichs-Versicherungsamtes
- 1904: Grand Prize der Weltausstellung in St. Louis
- 1911: Großer Preis der Internationalen Industrie- und Gewerbeausstellung in Turin
- 1911: Erinnerungsplakette der Internationalen Hygiene-Ausstellung in Dresden
- 1912: Grand Prix für Leistungen auf dem Gebiet der Sozialhygiene beim Internationalen Tuberkulose-Kongress in Rom
- 1913: Silbermedaille der Internationalen Bauausstellung in Leipzig

## Dr. Willmar Schwabe’sche Heimstätten-Stiftung

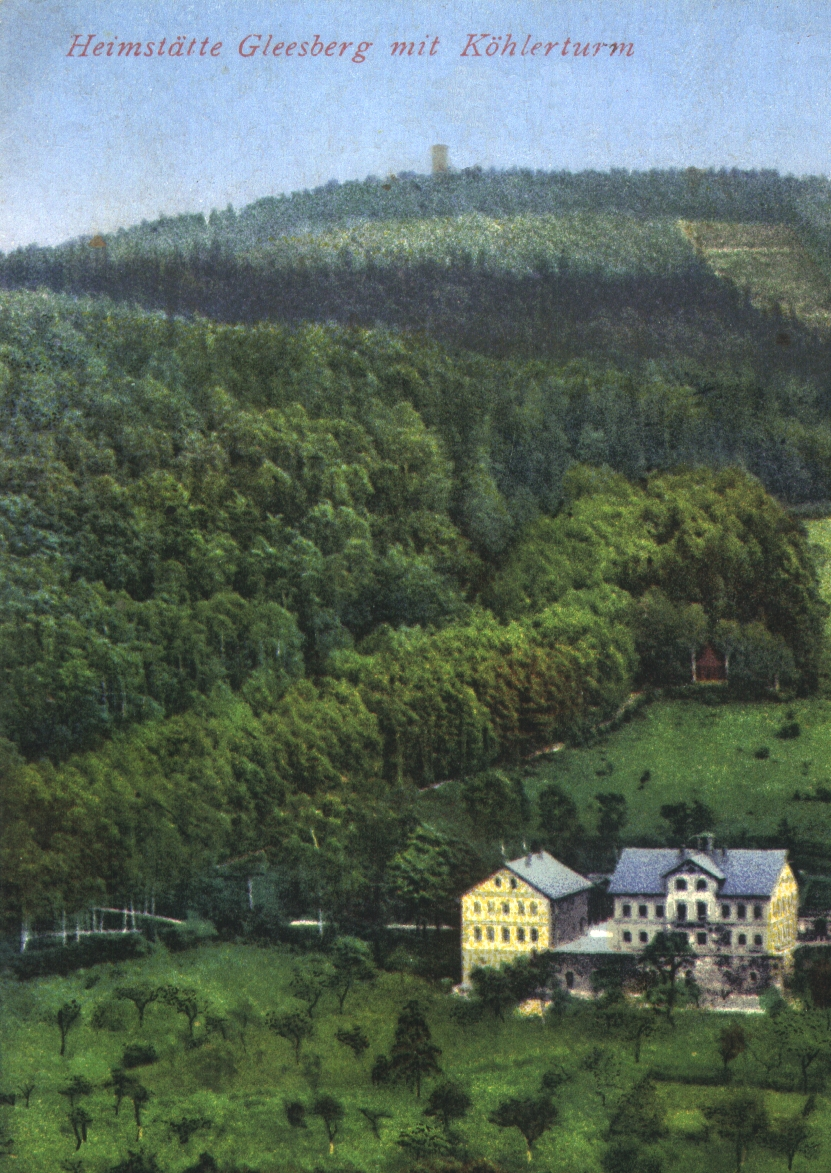
Heimstätte Gut Gleesberg (um 1930)

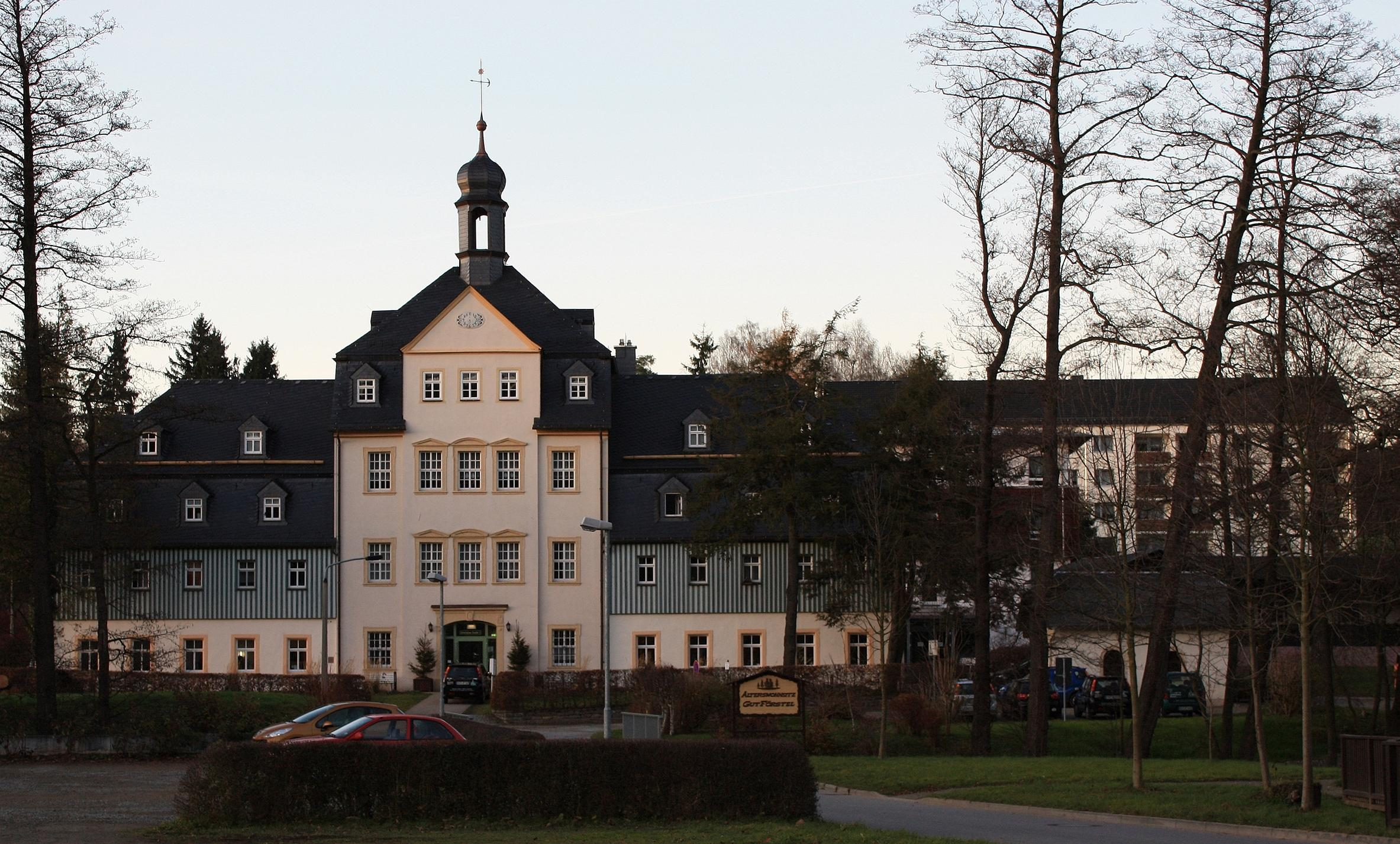
Ehemalige Heimstätte Gut Förstel (2008)

In der Vorstandssitzung der Ortskrankenkasse am 4. Juli 1889 erklärte Willmar Schwabe, seine beiden am 29. Juni 1889 erworbenen Güter – das Gut Gleesberg bei Schneeberg und das Rittergut Förstel bei Schwarzenberg – der AOK zur Errichtung von Stationen für Genesende zunächst für 15 Jahre zur Verfügung zu stellen. Der Umbau und die Ausstattung der Genesungsheime wurden zum Großteil von Leipziger Unternehmen finanziert, so dass die „Heimstätten für Genesende“ in Gleesberg am 15. August 1889 und in Förstel am 15. Oktober 1889 eröffnet werden konnten.
1897 erwarb Schwabe das Kurbad Augustusbad bei Radeberg, das im Gegensatz zu den beiden anderen bereits lange als Genesungsheim fungiert hatte. Es ist – gegründet 1719 und von August dem Starken zum Heilbad ernannt – das älteste Heilbad in Sachsen und verfügte über zwei Trinkquellen, die Stollen- und die Salzquelle sowie fünf Eisenquellen für Bäder. Das Augustusbad verfügte über 16 Gebäude mit 250 Zimmern und ein Palaishotel mit 80 Zimmern. Die Patienten wurden von zwei Ärzten und drei ausgebildeten Diakonissen medizinisch betreut.
Im Jahre 1904 entschloss sich Schwabe, die drei Genesungsheime in einer selbständigen Familienstiftung zusammenzufassen und der Ortskrankenkasse zu übereignen. Mit der Verleihung des sächsischen Ministeriums des Innern vom 23. April 1905 ist die Dr. Willmar Schwabe’sche Heimstätten-Stiftung für rechtsfähig erklärt worden. Den Zweck der Stiftung benannte Schwabe in § 2 der Stiftungssatzung wie folgt: „Die Stiftung hat den Zweck, Minderbemittelten nach schwerer Erkrankung völlige Gesundheit wiederzugeben, sie gegen Tuberkulose und sonstige Siechtumskrankheiten widerstandsfähig zu machen, dadurch ihre Erwerbsfähigkeit zu verlängern und solche, die Ernährer ihrer Familien sind, diesen zu erhalten.“
Zu den drei Genesungsheimen der Stiftung kamen drei weitere hinzu: 1909 das Erholungsheim und die Walderholungsstätte für leicht nervöskranke männliche Kassenmitglieder in Naunhof, 1921 das Genesungsheim in Kretscham-Rothensehma und Ende der 1920er-Jahre das Heim in Bad Schmiedeberg.
Zur Zeit der Weltwirtschaftskrise wurden die Belegungszahlen der Genesungsheime immer geringer, so dass die Heime geschlossen werden mussten. Nach der Machtergreifung der Nationalsozialisten wandelte die Nationalsozialistische Volkswohlfahrt die Heime in NSV-Müttererholungsheime um, was zwar dem Willen des Stifters widersprach, aber von der Familie Schwabe gebilligt wurde.
Nachdem wenige Jahre nach Gründung der DDR die Leitung der Sozialversicherung vollständig vom FDGB wahrgenommen wurde, musste die Heimstättenstiftung 1957 ihre Arbeit beenden, und das Stiftungsvermögen ging in Volkseigentum über. Gut Gleesberg befand sich nun als „Feierabendheim Gleesberg“ in kommunaler Trägerschaft der Stadt Schneeberg. Gut Förstel wurde zum Altersheim umgestaltet, 1959 erhielt es den Namen „Feierabendheim der Deutsch-Sowjetischen Freundschaft“. Das Augustusbad wurde nach dem Zweiten Weltkrieg von der Roten Armee besetzt. Kurhaus und Verwaltungsgebäude wurden von 1952 bis 1989 von der Deutschen Volkspolizei als Polizeischule genutzt, auf dem Gelände rund um den Luisenhof befand sich ein Altersheim.
Nach der politischen Wende gründeten nach Rückübertragung der entsprechenden Liegenschaften und Gebäude Mitglieder der Familie Schwabe am 18. Juli 1991 die Stiftung mit dem Ziel neu, das Vermögen wieder für den ursprünglichen Zweck zu verwenden. Am 1. September 1992 erhielt die Stiftung das Gut Förstel zurück. Nach einem Umbau des denkmalgeschützten Herrenhauses konnte dort 1996 eine Einrichtung für „Betreutes Wohnen“ in Betrieb genommen werden. Das Gut Gleesberg wurde am 1. Januar 1996 von der Dr.-Willmar-Schwabeschen Heimstättenbetriebsgesellschaft gGmbH übernommen. In Liegau-Augustusbad wollte die Stiftung Kurhaus und Schweizerhaus sanieren und eine neue Kurklinik bauen. Dieses Vorhaben wurde jedoch 1996 gestoppt und auf ungewisse Zeit verschoben. Der Hauptteil des Augustusbades ist seitdem ungenutzt und dem Verfall preisgegeben.

## Neubau des Verwaltungsgebäudes
Für das neue Verwaltungsgebäude auf dem Grundstück Willmar-Schwabe-Straße 2–4 / Frankfurter Straße (heute Jahnallee) wurde der Wettbewerbsentwurf des Leipziger Architekten Otto Droge angenommen. Die Errichtung des großzügigen Neubaus erfolgte 1922–1925. Droge realisierte, abweichend vom Entwurf, eine reduzierte, aber immer noch monumentale Anlage (über 10.000 m²) auf einem unregelmäßigen T-Grundriss. Er fand eine Lösung, die nicht zur Teilung der Achse Waldplatz – Stadtteilzugang Leipzig-Lindenau führte. Der Verwaltungsbetrieb mit täglich ca. 8.000 Besuchern konnte am 5. Oktober 1925 aufgenommen werden. Zuvor erhielt schon am 15. August 1925 die neu entstandene Straße an der Giebelseite des Verwaltungsgebäudes den Namen des Mitbegründers und langjährigen Vorsitzenden Willmar Schwabe.
Das weitgehend original erhaltene, heute unter Denkmalschutz stehende Gebäude gilt wegen seiner Innenausstattung als Hauptwerk des Art déco in Sachsen, weist aber gleichzeitig in seinen Fassaden deutliche Bezüge zum Neoklassizismus auf. Die Seitenfront zur Jahnallee erstreckt sich über eine Länge von 117 Metern, an dem an der Schmalseite gelegenen Haupteingang befindet sich ein atriumartiger Vorbau mit rechteckigem neoklassizistischen Vorhof. Gliederungen aus Porphyrtuff kontrastieren mit dem ockerfarbenen Putz. Im Obergeschoss befindet sich eine dreischiffige Schalterhalle (zwei Pfeilerreihen von je 68 Meter Länge für ursprünglich 72 Schalter) unter einer schweren Kassettendecke aus Stahlbeton. Auch die Eingangshallen und ein seitliches Treppenhaus sind im Original erhalten.

## Das Ende der AOK in der DDR
Nach dem Zweiten Weltkrieg wurden auf Befehl der Sowjetischen Militäradministration 1947 alle Krankenkassen zu einer einheitlichen Sozialversicherung zusammengefasst. Das bedeutete 1951 das Ende der AOK Leipzig. Das Gebäude diente fortan der Deutschen Hochschule für Körperkultur, zuerst 1952–1962 als Arbeiter-und-Bauern-Fakultät, danach 1963–1989 als Studentenwohnheim, 1964–1965 wurde es umgebaut.

## Wiedergründung der AOK Leipzig
Nach der Wiedergründung der AOK in der ehemaligen DDR im Jahre 1990 übernahm zuerst der AOK-Landesverband Rheinland die kommissarische Geschäftsführung, dann wurde zum 1. Januar 1991 die AOK Leipzig gebildet. Zu diesem Zeitpunkt wurden alle 540.000 versicherten Leipziger, die nicht in eine Ersatzkasse gewechselt waren, automatisch Mitglied der AOK.
Die erste Geschäftsstelle der neuen AOK Leipzig konnte am 9. November 1990 in der Grimmaischen Straße 19 eröffnet werden. Dann erfolgte von 1990 bis 1996 die Sanierung des alten AOK-Gebäudes, das dabei in die ursprünglichen Formen zurückgeführt wurde. Schon vor Abschluss der Sanierung, bereits am 2. Januar 1991, konnte dort der Betrieb wieder aufgenommen werden.
Zum 1. Januar 1997 fusionierte die AOK Leipzig mit der AOK Chemnitz und der AOK Dresden zur AOK Sachsen mit Sitz in Dresden, die sich später mit der AOK Thüringen zusammenschloss und zum 1. Januar 2008 in der AOK Plus aufging. Im von Otto Droge erbauten Gebäude befindet sich heute die Filiale Leipzig Zentrum-West der AOK Plus.